# Fontinhas
Fontinhas é uma freguesia portuguesa do município da Praia da Vitória, na ilha Terceira, Região Autónoma dos Açores, com 17,09 km² de área e 1529 habitantes (censo de 2021). A sua densidade populacional é 89,5 hab./km².
O nome desta localidade advém da grande quantidade de pequenas fontes ali existentes. Fica junto ao sopé do Complexo desmantelado da Serra do Cume e é conhecida pela fertilidade das suas terras. Os seus habitantes vivem sobretudo da agro-pecuária,serviços, comércio e construção civil.
Foi a terra nativa do comendador José Vieira Goulart, um grande benemérito com concelho da Praia da Vitória, financiador da construção da escola da freguesia, a qual dotou com uma caixa escolar.

## Breve resenha histórica
A freguesia de Fontinhas encontra-se a quatro quilómetros da sede do concelho, na vertente oriental da serra do cume. Situada na estrada para a Praia da Vitória, a noroeste destas é composta pelos lugares e sítios de À Igreja, Areeiro, Barreiro, Cabouco, Canada do Pico, Coxo, Cruzeiro do Vicente, Cruzeiro Velho, Fontinha, Ribeiro do Marques e Santo António. Delimitada pelas freguesias de São Sebastião, Santa Cruz, Lajes e São Brás, é atravessada pelas ribeiras do Marques, Cruzeiro e Santo António.
Lugar de pequenas fontes, que lhe deram o nome, Fontinhas é das poucas freguesias da ilha que pode ser considerada de interior, já que não tem qualquer contacto com o mar.
Por duas vezes, Fontinhas ficou completamente destruída. Tal aconteceu devido às catástrofes que assolam regularmente o arquipélago. Em 9 de abril de 1614, e depois em 15 de junho de 1841 a natureza entrou em acção e praticamente riscou a freguesia do mapa.
Foi também atingida pelo sismo de 1 de janeiro de 1980.
A criação desta freguesia, com independência administrativa e eclesiástica, ocorreu durante o século XV. Os registos civis mais antigos datam de 1571, mas determinados documentos anteriores terão desaparecido. A primitiva igreja paroquial era anterior a 1500.
Neste mesmo século XVI, Gaspar Frutuoso caracterizava a freguesia da seguinte forma: "Indo da Vila da Praia, a oeste -noroeste uma légua da dita vila, está um lugar que se chama as Fontinhas, por ter muitas fontes de pouca água, que corre para este lugar pela falda desta serra. Tem Igreja paroquial da invocação da igreja da Nossa Senhora da Pena, onde há vigário somente, com quarenta moradores e alguns deles lavradores ricos, porque as terras são ricas. Ao pé desta serra, da banda do norte, como disse, há muitos e frescos pomares, jardins de muitas e diversas frutas, e formosos rozales, em tanta quantidade que as levam em carros, em bestas, a vender à cidade de Angra, como fazem os de Agualva. Em um desses pomares, que se diz de Pero Leal e Agora é um Gaspar de Freitas da Maia, está um pereiro antigo, e é coisa tão notável, que muitos ilustres homens o vão ver, como foi Fernando de Pina e outros, que é tão grande, que lhe procedem do pé treze ramos com que uma excessiva copa e sombra e dá tanta fruta, que se faz cada ano cinco e seis mil reis nela, dando dois e três peros ao real e no mesmo lugar, das Fontinhas, em outro pomar, de Lisarte Godinho, que está perto deste, há muitos soutais de castanheiros, entre os quais está um antigo tão grande, que o tronco dele tem um circuito sete varas de medir que são trinta e cinco palmos, e dá infinidade de castanhas".
A actual igreja paroquial, a que actual igreja paroquial, a que acima se aludiu, data de 1925. A anterior foi derrubada nesse mesmo ano, depois de um ciclone de enormes proporções. No altar-mor, encontram-se algumas imagens de grande interesse, entre as quais as de Nossa Senhora da Pena, São José e São Sebastião. Os painéis em mosaico na ábside, adquiridos em 1969, aludem à Apresentação de Jesus no Templo e Purificação da Virgem Maria e à Crucificação e Morte do Divino Mestre nos braços de Sua Mãe".
Além da igreja paroquial, merece destaque em termos patrimoniais a ermida de Santo António. Foi manda construir nos inícios do século XVI pelo Pe. Francisco Cardoso Leal. Situada a cerca de 700m do centro da freguesia, tem varanda lateral, tipo moradia e sineta. Sofreu ao longo dos séculos grandes destituições, devido aos terramotos, incêndios e ciclones, e já em diversas ocasiões serviu como igreja paroquial, quando esta se encontrava em obras. Tem belas imagens no seu interior, entre as quais se destacam Santo António, Santo Amaro, Santa Cecília, Santa Luzia, e Nossa Senhora de Fátima.
O Império do Espírito Santo foi construído em finais do século XIX e remodelado em 1977,  com nichos em azulejos e lambrins. Esta invocação vem desde os tempos mais remotos do povoamento da ilha, tal como aconteceu noutras freguesias do concelho.
Integrada na área do Ramo Grande, esta freguesia foi outrora conhecida como o celeiro da ilha Terceira. Com cerca de mil e quinhentos habitantes dedica-se sobretudo ao sector primário. Quanto às pessoas que vivem na freguesia, o seu número tem vindo a decrescer desde meados deste século.

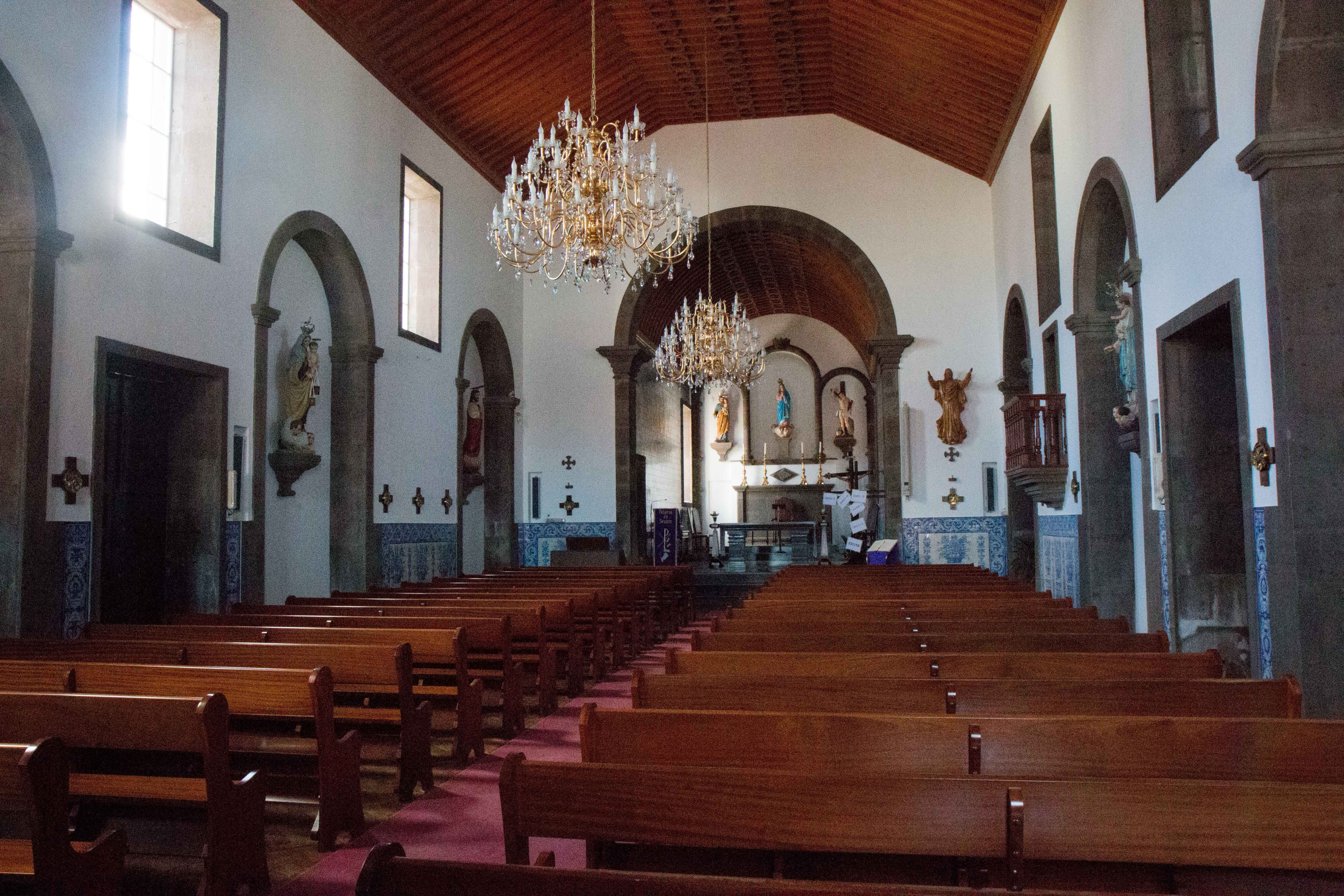
Igreja das Fontinhas - Interior

Nota-se nas ultimas décadas, um ligeiro crescimento da população residente, resultante da diminuição da emigração para os Estados Unidos da América.

## Demografia
A população registada nos censos foi:
| Distribuição da População por Grupos Etários | Distribuição da População por Grupos Etários | Distribuição da População por Grupos Etários | Distribuição da População por Grupos Etários | Distribuição da População por Grupos Etários |
| -------------------------------------------- | -------------------------------------------- | -------------------------------------------- | -------------------------------------------- | -------------------------------------------- |
| Ano                                          | 0-14 Anos                                    | 15-24 Anos                                   | 25-64 Anos                                   | > 65 Anos                                    |
| 2001                                         | 276                                          | 226                                          | 824                                          | 215                                          |
| 2011                                         | 262                                          | 190                                          | 936                                          | 206                                          |
| 2021                                         | 192                                          | 176                                          | 891                                          | 270                                          |

## Figuras ilustre da Freguesia
Constantino José Cardoso nasceu na freguesia das Fontinhas do Concelho da Praia da Vitória, desta ilha Terceira, 23 de agosto de 1864, e faleceu nesta cidade, em 5 de março de 1938.
Em 1880 fez exame de instrução primária que foi a sua única habilitação literária. Contando apenas quatorze anos de idade, levava o "Angrense", para a dispensa do império das Fontinhas e lia-o ao povo fazendo apologia dos progressistas, o povo na sua maior parte regenerador aplaudia-o e aceitava-lhe a doutrina.
Nos trienos seguidos de 1887 a 1892 fez parte da Câmara Municipal da Praia da Vitória, tendo sido eleito presidente nos últimos quatro anos, iniciando assim a sua gloriosa carreira política, nas fileiras do partido progressista, como prometera no impressionante discurso que aos dezessete anos de idade, pronunciou das janelas do palácio do Conde da Praia da Vitória, ao lado de Castelo Branco, Teotónio Paim e de outros Políticos dos mais categorizados, que o abraçavam surpreendidos e comovidos pela brilhante e convicta do jovem orador.
Em 1890, foi nomeado advogado processionário da comarca da mesma vila, e em 1909 da comarca de Angra, lugar que exerceu até à data da sua morte.
Em 12 de Outubro de 1895, foi nomeado secretário da Câmara Municipal da mesma Vila, cargo de que foi exonerado, a seu pedido em 30 de Agosto de 1905.
Em 13 de Fevereiro e 12 de maio de 1897, foi nomeado administrador do mesmo concelho. Em 27 de Junho de 1906, foi nomeado subdelegado da comarca da mesma vila, de que foi exonerado a seu pedido em 2 de abril de 1910, tomou posse do lugar de secretário da Policia Repressiva de Emigração Clandestina, nesta cidade. Em 5 de janeiro de 1911, foi nomeado Juiz auditor deste distrito. Em 10 de Agosto do mesmo ano tomou posse do cargo de Juiz substituto do de Direito desta comarca, cargo que exerceu até à data da publicação do decreto que nomeou os juízes substitutos legais.
Em 1912, foi nomeado amanuense da Junta Geral deste Distrito. De 29 de Janeiro de 1912 até 1914, fez parte da Comissão Administrativa da Câmara Municipal deste concelho. Em 5 de Setembro de 1918, foi nomeado chefe da 1ª Repartição e subchefe da secretaria da Junta Geral deste Distrito, de que era oficial, tendo sido em 1932, nomeado chefe da 3ª Repartição e chefe interino da Secretaria. No dia 26 de Fevereiro de 1919, tomou posse e entrou no exercício das funções de Governador Civil efectivo deste Distrito tendo sido novamente nomeado para o mesmo cargo em 9 de Agosto de 1920.
Em 21 de Dezembro de 1924, foi eleito vice-presidente da Assembleia geral da Caixa da Misericórdia de Angra do Heroísmo, e foi sucessivamente reeleito em 10 de Dezembro de 1927 e 14 de Dezembro de 1930, tendo sido, em janeiro de 1931 eleito presidente da mesma assembleia. Foi desde 1929 até à data da sua morte o único advogado da Caixa Geral de Depósitos, tendo-se feiro nos relatórios da Gerência dos anos 1929, 1930,1931, elogiosas referências aos distintos serviços por ele prestados no exercício daquelas funções.
Em 1932 foi nomeado chefe da secretaria da Junta Geral deste Distrito.
Foi Provedor da Santa Casa da Misericórdia da Vila da Praia da Vitória, Presidente da Comissão de Recenseamento Eleitoral, procurador à Junta Geral pelo concelho da Praia da Vitória, foi presidente da comissão da União nacional neste Distrito.
Criou o Parido Médico dos Biscoitos, colaborou nos jornais "Heroísmo", "Voz do Povo"; e em muitos outros, e fez parte da redacção de "O Angrense", órgão do partido progressista. Organizou e regeu durante 44 anos, na sua freguesia das Fontinhas, uma filarmónica de nome Nossa Senhora da Pena, que ainda existe, com outro nome.
O concelho da Praia da Vitória deve-lhe importantes melhoramentos, altos exemplos de abnegação e sacrifício, e tão grandes foram, que a própria política contrária, regeneradora votou na sua eleição para presidente da Câmara da Praia, prestando-lhe assim a mais justa e significativa das homenagens. foi juiz substituto do Direito da extinta comarca da Vila da Praia da Vitória.
Como advogado do Bispo de Angra, ao tempo D. António Meireles, contestando uma acção ordinária em que pretendia anular uma disposição testamentária do bispo de Macau, D. João Paulino, sustentou que os seminários tinham capacidade jurídica para aceitar legados indo buscar argumentos á própria lei da separação da Igreja do Estado, e teve o prazer de ver esta doutrina confirmada pela Relação de Lisboa, sendo esta a primeira vez que tal capacidade jurídica é reconhecida nos tribunais portugueses depois de proclamada a República.
Como advogado, publicou: Minuta de Apelação numa acção de rescisão duma partilha, 1916; Reclamação Administrativa, 1927; Alegações finais numa acção ordinária, 1928 e Alegações finais da Câmara Municipal. Como Juiz substituto na Comarca de Angra, Sentença numa acção negatória de servidão. O Dr. Victor machado Serpa, quer quando Juiz de Direito na Comarca de Angra, fez diversos despachos, elogiosas referências ao Sr. constantino Cardoso, e uma delas, num processo que tenho presente, e em que o Sr. Constantino exerceu funções de subdelegado, diz assim "Pelo exposto e tendo em atenção que M.mo Curador pondera na sua jurídica e bem elaborada resposta de fs.76…"Vem no inventário orfanológico processado em 1906, na extinta comarca da Vila da Praia da Vitória, por morte de José de Sousa de Menezes. A Junta geral deste distrito assinalou honrosamente os serviços pelo Sr. Constantino prestados aquele corpo administrativo, nas sessões de 2 de Abril de 1924 e de 15 de Outubro de 1931. Em 12 de Outubro de 1910, o Dr. Gabriel Samora Moniz, Procurador da Republica junto da Relação dos Açores, atestou que o Sr. Constantino exerceu na Comarca da Praia com inteligência, zelo e correcção as funções de subdelegado; e em 20 de Setembro de 1932, o Dr. Mário Cardoso Juiz de Direito da Comarca de Angra, atestou que o requerente Sr. Constantino José Cardoso exerceu as funções de Juiz substituto desta Comarca com superior competência e zelo, e que formo do requerente, como advogado,  o melhor conceito, tanto pelo seu saber como pela correcção do seu proceder.
Termino aqui estas despretensiosas notas biográficas de um homem que pela inteligência e pela vontade, apenas com o exame de instrução primária, consegui elevar-se ás mais altas posições desta terra, triunfar como chefe político, dos mais prestigiosos e queridos do povo, impor-se como jornalista, orador, ser um dos primeiros advogados açorianos, e exercer com brilho as funções de subdelegado e de Juiz substituto de Direito, firmando promoções e sentenças que o honram, tendo as que subiram em recurso, merecido a confirmação dos Tribunais Superiores.

## Património natural
- Pico do Celeiro

## Património construído
- Chafariz das Fontinhas
- Chafariz do Barreiro
- Ermida de Santo António (Fontinhas)
- Império do Espírito Santo das Fontinhas
- Quinta do Fernando Brum
- Casa de João Homem
- Escola Irmãos Goulart

## Coletividades
- Sociedade Musical União das Fontinhas
- Grupo de Folclore "Fontes da nossa Ilha"
- Grupo Desportivo das Fontinhas (GDF)
- Associação Fontinhas Ativa (AFA)

## Heráldica
- Brasão - escudo verde, fontanário de prata realçado de negro; em chefe, açor estendido de ouro, carregado nas patas de uma quina das armas de Portugal. Coroa mural de prata de três torres. Listel branco, com a legenda a negro "FONTINHAS".
- Bandeira - Branca, Cordão e borlas de prata e verde. Haste e lança de ouro.